# Aeroportul Tokat
Aeroportul Tokat (IATA: TJK, ICAO: LTAW) este un aeroport din Turcia ce deservește zona Tokat. Aeroportul a fost tranzitat în 2022 de 81.046 de pasageri. A fost deschis în 1995.
Situat la o altitudine de 558 m, aeroportul dispune de o singură pistă. Este operat de General Directorate of State Airports (Turkey)⁠(d).